# Carpitalpa arendsi
La talpa dorata di Arend (Carpitalpa arendsi) è un mammifero della famiglia dei Crisocloridi, diffuso nell'area fra Mozambico e Zimbabwe, dove occupa una vasta gamma di habitat, dalle foreste tropicali alla savana, colonizzando anche i giardini delle case e i terreni coltivati.
È l'unica specie del genere Carpitalpa: fino al 1955, era ascritta al genere Chlorotalpa col nome di Chlorotalpa arendsi.